# Calciatori del Treviso Foot Ball Club 1993

## Statistiche e record individuali

### Presenza

#### Campionato
1. Gino De Biasi: 328 (335 totali)
2. Silvano Colusso: 317 (350 totali)
3. Domenico Zambianchi: 275 (297 totali)

#### Coppa Italia
1. Remo Zavarise: 37 (250 totali)

#### Totali
1. Silvano Colusso: 350

### Marcatori

#### Totali
1. Flavio Fiorio: 63 gol
2. Giuseppe Persi: 62 gol
3. Carlo De Bernardi: 59 gol

#### Campionato (in una stagione)
1. Maran II: 26 gol (Serie C 1938-1939)
2. Alvaro Zian: 22 gol (Serie C 1949-1950)
3. Alvaro Zian: 21 gol (Serie C 1948-1949)
4. Flavio Fiorio: 20 gol (Campionato Nazionale Dilettanti 1994-1995)
5. Massimo Perna: 20 gol (Serie D 2010-2011)
6. Flavio Fiorio: 19 gol (Serie C2 1995-1996)
7. Andrea Ferretti: 19 gol (Serie D 2010-2011)
8. Bozzolo: 18 gol (Prima Divisione 1930-1931)
9. Carlo De Bernardi: 18 gol (Serie D 1974-1975)
10. Davide Favaro: 18 gol (Eccellenza Veneto 2009-2010)
11. Bisigato: 17 gol (Prima Divisione 1930-1931)
12. Burattini: 17 gol (Serie C 1946-1947)
13. Bortoletto II: 16 gol (Serie C 1942-1943)
14. Rondon: 16 gol (Serie C1 1982-1983)
15. Luigi Beghetto: 16 gol (Serie B 1999-2000)
16. Massimo Perna: 16 gol (Lega Pro Seconda Divisione 2011-2012)
17. Flavio Fiorio: 15 gol (Serie C1 1996-1997)
18. Massimo Ganci: 15 gol (Serie B 2003-2004)